# Leonid Michailowitsch Nemenow
Leonid Michailowitsch Nemenow (russisch Леонид Михайлович Неменов; * 16. Novemberjul. / 29. November 1905greg. in Jekaterinoslaw; † 20. Juli 1980 in Alma-Ata) war ein sowjetischer Kernphysiker.

## Leben
Nemenows Vater Michail Isajewitsch Nemjonow gründete 1918 zusammen mit A. F. Joffe und A. W. Lunatscharski in Petrograd das Staatliche Institut für Röntgenologie und Radiologie.
Nemenow studierte Physik an der Universität Leningrad mit Abschluss 1929 und wurde dann wissenschaftlicher Mitarbeiter des Leningrader Physikalisch Technischen Instituts (LFTI), das aus dem Staatlichen Institut für Röntgenologie und Radiologie hervorgegangen war. Er arbeitete bei Igor Kurtschakow am Zyklotron. 1937 wurden unter Nemenows Leitung erste massenspektrometrische Präzisionsmessungen des Massendefekts in der UdSSR durchgeführt.
Als nach Beginn des Deutsch-Sowjetischen Krieges Kurtschatow 1942 Leiter des sowjetischen Atombombenprojekts wurde, nahm er Nemenow mit nach Moskau in das neue Laboratorium für die Kernwaffenentwicklung, das das Kurtschatow-Institut wurde. Im März 1943 beauftragte Kurtschatow Nemenow, innerhalb von 16 Monaten ein Zyklotron zu bauen und Spuren des Elements 94 (Plutonium) so schnell wie möglich zu erzeugen. Mit P. Glasunow aus dem LFTI und Briefen von M. G. Perwuchin an den Leningrader Parteisekretär A. A. Schdanow sowie mehr als 100 Paketen von Kollegen für Verwandte im belagerten Leningrad flog Nemenow nach Leningrad, um aus dem LFTI den für das dortige Zyklotron gebauten Generator, den Gleichrichter und weiteres benötigtes Material zu holen, das dort vergraben worden war, als das Personal nach Kasan evakuiert wurde. Den 75-t-Magneten fanden sie im Elektrosila-Werk nicht weit von der Front. Dank der im Januar 1943 von der Roten Armee geöffneten, aber unter deutschem Beschuss liegenden Eisenbahnverbindung konnte alles nach Moskau transportiert werden, während Nemonow und Glasunow Leningrad per Flugzeug verließen. In Moskau wurde das Zyklotron unter großen Schwierigkeiten aufgebaut, und im September 1944 zwei Monate nach der gesetzten Frist wurde der erste Deuteronen-Strahl erzeugt. 1946 wurde ein Zyklotron mit 1200 mm-Poldurchmesser aufgebaut. 1949 wurde Nemenow zum Doktor der technischen Wissenschaften promoviert. 1950 schloss sich das Wasserstoffbombenprojekt an.
1957 wurde das Institut für Kernphysik der Akademie der Wissenschaften der Kasachischen SSSR in Alma-Ata gegründet, in dem Nemenow nun arbeitete. 1962 wurde er Professor und Mitglied dieser Akademie, 1963 Akademiesekretär der physikalisch-mathematischen Abteilung des Präsidiums der Akademie  und 1967 Akademiesekretär des Präsidiums. 1965 baute er ein Isochronzyklotron mit geregelter Ionenenergie auf.
1968 wurde Nemenow Chef des 1955 gegründeten Allunions-Forschungsinstituts für physikalisch-technische und radiotechnische Messungen, in dem grundlegende Arbeiten zur Kernphysik und Teilchenbeschleunigertechnik sowie zu Leitern und Nichtleitern durchgeführt wurden.
Nemenows Schwester war die Künstlerin Gerta Michailowna Nemenowa.

## Ehrungen
- Stalinpreis (1953)
- Leninorden (zweimal)
- Orden des Roten Banners der Arbeit
- Ehrenzeichen der Sowjetunion (zweimal)